# Тирнова (комуна, Караш-Северін)
Тирнова (рум. Târnova) — комуна у повіті Караш-Северін в Румунії. До складу комуни входять такі села (дані про населення за 2002 рік):
- Братова (47 осіб)
- Тирнова (1861 особа)

Комуна розташована на відстані 337 км на захід від Бухареста, 10 км на північний схід від Решиці, 76 км на південний схід від Тімішоари.

## Населення
За даними перепису населення 2002 року у комуні проживали 1908 осіб.
Національний склад населення комуни:
| Національність | Кількість осіб | Відсоток |
| -------------- | -------------- | -------- |
| румуни         | 1895           | 99,3%    |
| українці       | 7              | 0,4%     |
| цигани         | 3              | 0,2%     |
| німці          | 2              | 0,1%     |
| угорці         | 1              | 0,1%     |

Рідною мовою назвали:
| Мова       | Кількість осіб | Відсоток |
| ---------- | -------------- | -------- |
| румунська  | 1897           | 99,4%    |
| українська | 6              | 0,3%     |
| циганська  | 3              | 0,2%     |
| німецька   | 2              | 0,1%     |

Склад населення комуни за віросповіданням:
| Релігія            | Кількість осіб | Відсоток |
| ------------------ | -------------- | -------- |
| православні        | 1757           | 92,1%    |
| п'ятдесятники      | 69             | 3,6%     |
| греко-католики     | 58             | 3,0%     |
| баптисти           | 3              | 0,2%     |
| старообрядці       | 2              | 0,1%     |
| бретрени           | 1              | 0,1%     |
| не вказали релігію | 9              | 0,5%     |

## Зовнішні посилання
- Дані про комуну Тирнова на сайті Ghidul Primăriilor